# Hrvatske oružane snage
Le forze armate croate (Hrvatske oružane snage, HOS) si sono formate nel 1944 con l'unione della Guardia nazionale croata (Domobrani) e della milizia Ustascia nello Stato Indipendente di Croazia. Vennero istituite dal regime fascista di Ante Pavelić nello Stato indipendente di Croazia (NDH), uno stato fantoccio dell'Asse in Jugoslavia durante la seconda guerra mondiale.
Le forze armate croate vennero riorganizzate nel novembre 1944 per unire le unità degli Ustascia e dei Domobrani in diciotto divisioni, comprendenti 13 divisioni croate di fanteria, due di montagna, due d'assalto e una di rimpiazzo, ognuna con la propria artiglieria organica ed altre unità di supporto. C'erano anche diverse unità corazzate, dotate alla fine del 1944 con 20 Pz IIIN e 15 Pz IVF e H. Dai primi mesi del 1945, le divisioni croate vennero assegnate a vari corpi d'armata tedeschi e dal marzo 1945 tenevano il fronte meridionale. A proteggere le aree posteriori erano circa 32.000 uomini della Gendarmeria croata (Hrvatsko Oružništvo), organizzati in 5 reggimenti volontari di polizia più 15 battaglioni indipendenti, dotati di armi standard di fanteria leggera, tra cui mortai.
Entro la fine di marzo 1945, era ovvio al comando dell'esercito che, anche se il fronte era rimasto intatto, sarebbero stati alla fine sconfitti per pura mancanza di munizioni. Per questo motivo, decisero di ritirarsi oltre il confine nella parte austriaca del Terzo Reich, al fine di arrendersi alle forze britanniche che avanzavano a nord dall'Italia.

## Gendarmeria croata
La Gendarmeria croata (Hrvatsko Oružništvo) venne costituita il 30 aprile 1941 come polizia rurale sotto il maggiore generale Milan Miesler. Nel settembre del 1943, c'erano 18.000 uomini in sette reggimenti regionali. Questi vennero divisi in 23 compagnie (una per regione più una per Zagabria). Le compagnie vennero suddivise in 142 plotoni distrettuali, ciascuno con diversi posti. Nei primi mesi del 1942, venne istituito un Reggimento combinato della Gendarmeria di tre battaglioni, nel mese di luglio redesignato Brigata Petrinja, per le operazioni anti-partigiani in Slavonia. Dodici dei battaglioni volontari indipendenti della polizia costituirono la Divisione Gendarmeria croata nel 1945.

## Storia

### Ordine di marcia alla fine del 1944
- 1. Divisione guardie 'Poglavnik'
- 1. Divisione d'assalto Croata
  - Comandante: generale Ante Moškov
  - Quartier generale: Zagabria
- 2. Divisione di fanteria croata 
  - Comandante: generale Mirko Gregurić
  - Quartier generale: Zagabria
- 3. Divisione di fanteria croata
  - Comandante: generale Stjepan Mifek
  - Quartier generale: Vinkovci
- 4. Divisione di fanteria croata
  - Comandante: generale Antun Nardelli
  - Quartier generale: Dvor na Uni
- 5. Divisione d'assalto croata 
  - Comandante: generale Rafael Boban
  - Quartier generale: Bjelovar
- 6. Divisione di fanteria croata 
  - Comandante: generale Vladimir Metikoš
  - Quartier generale: Banja Luka
- 7. Divisione di montagna croata
  - Comandante: generale Stjepan Perčić
  - Quartier generale: Nova Kapela, Batrina
- 8. Divisione di fanteria croata
  - Comandante: generale Roman Domanik
  - Quartier generale: Sarajevo
- 9. Divisione di montagna croata
  - Comandante: generale Božidar Zorn
  - Quartier generale: Mostar
- 10. Divisione di fanteria croata
  - Comandante: generale Ivan Tomašević
  - Quartier generale: Bihać
- 11. Divisione di fanteria croata
  - Comandante: Colonnello Juraj Rukavina
  - Quartier generale: Gospić
- 12. Divisione di fanteria croata 
  - Comandante: Colonnello Slavko Cesarić
  - Quartier generale: Brčko
- 13. Divisione di fanteria croata 
  - Comandante: generale Tomislav Rolf
  - Quartier generale: Karlovac
- 14. Divisione di fanteria croata
  - Comandante: Colonnello Jaroslav Šotola
  - Quartier generale: Brod na Savi
- 15. Divisione di fanteria croata
  - Comandante: generale Zorko Čudina
  - Quartier generale: Doboj
- 16. Divisione di rimpiazzo croata
  - Comandante: generale Milivoj Durbešić
  - Quartier generale: Zagabria
- 18. Divisione di fanteria croata

## Comandanti

### Giustiziati
- Ante Moškov
- Mirko Gregurić
- Stjepan Mifek
- Antun Nardelli
- Vladimir Metikoš
- Roman Domanik
- Božidar Zorn
- Ivan Tomašević
- Juraj Rukavina
- Zorko Čudina
- Mijo Škoro

### Incerti
- Rafael Boban
- Jaroslav Šotola
- Milivoj Durbešić

### Emigrati
- Stjepan Peričić
- Slavko Cesarić

### Suicidi
- Tomislav Rolf

## Gradi ed insegne

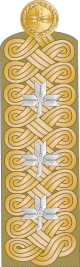
General pukovnik (Colonnello generale)
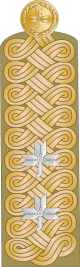
General poručnik (Tenente generale)
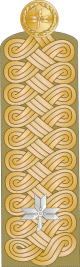
General (Generale)
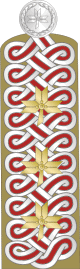
Pukovnik (Colonnello)
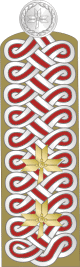
Podpukovnik (Tenente colonnello)
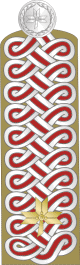
Bojnik (Maggiore)
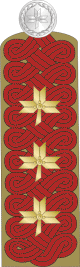
Nadsatnik (Capitano senior)
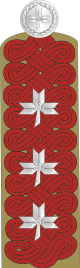
Satnik (Capitano)
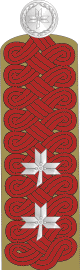
Natporučnik (Tenente)
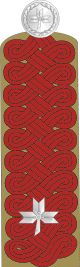
Poručnik (Sottotenente)
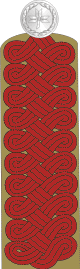
Zastavnik (Alfiere)
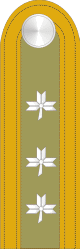
Časnički namjesnik (Warrant Officer)
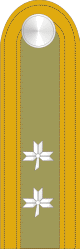
Stožerni stražnik (Sergente scelto)
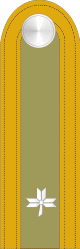
Stražnik (Sergente)
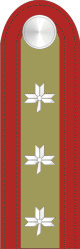
Vodnik (Vice sergente)
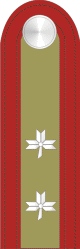
Rojnik (Caporale)
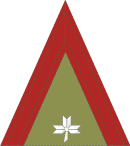
Dorojnik (Vice caporale)
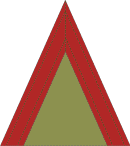
Strielac (Soldato scelto)
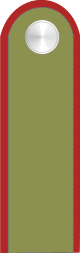
Vojnik (Soldato)